# PNC Financial Services
The PNC Financial Services Group, Inc. eller PNC er en amerikansk bank og finanskoncern med hovedkvarter i Pittsburgh, Pennsylvania. Datterselskabet PNC Bank driver bank i 28 delstater og har 2.629 filialer.